# Marquisat de Montebello
Un textepartitions de 1566 dit que le troisième neveu du nouveau pape, don Antonio Carafa, marié, fut fait marquis de Montebello par le pape. Il était « capitaine des gardes du palais » du pape, mais fut exilé à Montebello par le pape après qu'avec ses deux frères (et neveux du pape) il eut abusé de l'autorité que ce dernier leur avait confié. Il eut un fils, Alphonse Carafa, cardinal  qui servit le Pape Paul IV (mort le 18 août 1559).
Au XVIIe siècle, Niccolò Guidi (né en 1583, mort en 1663), marquis de Montebello et Comte de Bagno épouse Théodora ; de la Maison Gonzague, lignée de Palazzolo.